# Badis juergenschmidti
Badis juergenschmidti (бадіс Шмідта) — тропічний прісноводний вид риб з М'янми, представник родини бадієвих (Badidae). Отримав назву на честь Юргена Шмідта (нім. Jürgen Schmidt) з Німеччини за його цінний внесок до етології і систематики прісноводних риб Південно-Східної Азії.
2010 року, ще до появи офіційного опису, цих риб виявив німецький акваріуміст Горст Лінке (нім. Horst Linke). Він дав їм назву «східном'янманський бадіс» Badis sp. East Myanmar (нім. Ost Myanmar).

## Поширення
Badis juergenschmidti відомий лише біля села Камончаунг (англ. Kammon Chaung) в системі річки Кадатчаунг (англ. Ka Dat Chaung) на південному сході центральної М'янми, штат Мон. Ця річка належить до басейну Ситауна (англ. Sittaung River).
Типовий біотоп виду розташований за 8 км на захід) від знаменитої пагоди Чайттійо, відомої ще як «Золотий камінь».
Ширина річки в сезон дощів тут становить близько 50 метрів. Ґрунт складається з валунів, гальки та піску. Ніякі водні рослини не згадуються, хоча в деяких місцях була виявлена біоплівка або детрит. У сезон дощів, що триває в М'янмі з червня по листопад, місцеві річки розливаються, помітно збільшується швидкість течії, вода стає каламутною. Температура повітря цілий рік лишається стабільною і становить у середньому 26,7 °C.
Колекція зразків для дослідження була виловлена в березні, у сухий сезон. Течія тоді була повільною, а глибина річки становила лише 20-30 см. Вода була чистою і дуже м'якою (електропровідність 6 мкСм), її температура 26,9 °C, а показник pH6,4.
Разом з бадісом Шмідта тут живе лише один вид риб — дуже поширений у М'янмі в'юн Acanthocobitis zonalternans.
Бадіси харчуються дрібними водними ракоподібними, черв'яками, личинками комах та іншим зоопланктоном.

## Опис
Максимальна стандартна (без хвостового плавця) довжина досліджених зразків становила 34,6 мм, але довжина екземплярів, яких тримали в неволі, перевищувала 5 см.
Тіло помірно видовжене, стиснуте з боків. Довжина хвостового стебла більша за його висоту, а верхній та нижній контури прямі. Голова і рило округлі. Очі розташовані в передній частині голови, приблизно посередині її висоти.
Самки менші за самців, а тіло у них помітно коротше і кругліше. Крім того, забарвлення самок є менш виразним.
Бічна лінія налічує 26-27 лусок. Луска поширюється на основу спинного та хвостового плавців.
Спинний плавець налічує 16-17 твердих і 9 м'яких променів, анальний 3 твердих і 7 м'яких, грудні по 12 м'яких променів. М'яка частина спинного плавця, а також хвостовий, анальний і грудні плавці закруглені.
За морфометричними ознаками представників роду Badis є дуже близькими між собою. Тому основним критерієм їх диференціації видів є забарвлення. Малюнок на тілі B. juergenschmidti, що складається з темних поперечних смуг, є унікальним для роду. Деякою мірою вид нагадує Badis kyar, але характер смуг на тілі у них різний.
Фонове забарвлення у молодих рибок буває переважно бежевим чи світло-коричневим, або ще світло-жовтим. Дорослі домінантні самці набувають червонувато-коричневих тонів.
Кольори і малюнок на тілі залежать від настрою риб. Поперечні смуги можуть зменшуватись у розмірах, а то й майже зовсім щезати.

## Утримання в акваріумі
В акваріумах цей вид практично не зустрічається. Умови утримання є типовими для представників роду. Бадіси Шмідта воліють м'якої води (18–90 ppm) з показником pH в межах 6,0–7,0.
Риб тримають парами або одного самця із декількома самками. Самці-суперники можуть бути дуже агресивним у стосунках між собою, особливо в маленьких акваріумах.
За сприятливих умов утримання та годівлі розведення бадісів не становить проблем.
Спостереження за видом у неволі показали, що Badis juergenschmidti виводить потомство в печерах. За виводком піклується самець. Печеру в цей період він залишає тільки щоб поїсти або прогнати від гнізда непроханих гостей. Приблизно за 7 днів після відкладання ікри потомство залишає печеру. 